# Töyrä
Töyrä este o arie protejată (arie specială de conservare — SAC, sit de importanță comunitară — SCI) din Suedia întinsă pe o suprafață de 16,5 ha, integral pe uscat.

## Localizare
Centrul sitului Töyrä este situat la coordonatele 65°36′40″N 24°02′40″E / 65.611°N 24.0445°E.

## Înființare
Situl Töyrä a fost declarat sit de importanță comunitară în mai 2006 pentru a proteja 1 specie de plante. Situl a fost protejat și ca arie specială de conservare în ianuarie 2014.

## Biodiversitate
Situată în ecoregiunile boreală și marină baltică, aria protejată nu include niciun habitat protejat.
La baza desemnării sitului se află o specie protejată de  plante: Primula nutans.